# Glasgow City FC
Glasgow City FC är en skotsk fotbollsklubb, grundad år 1998. Klubben är den mest framgångsrika skotska klubben på damsidan och har vunnit de skotska mästerskapen tio år i rad säsongerna 2007/2008-2016.

## Meriter
Klubben har de senaste åren varit en frekvent deltagare i Uefa Women´s Champions League. Kvartsfinalplatsen säsongen 2014/2015 utmärker sig, medan man den senaste säsongen, 2016/2017, åkte ut i sextondelsfinalen mot svenska Eskilstuna United efter sammanlagt 1–3.

## Placering senaste säsonger
Källa: 
| Säsong    | Nivå | Liga                            | Placering | Referens | Notering |
| --------- | ---- | ------------------------------- | --------- | -------- | -------- |
| 2009      | 1    | Scottish Women's Premier League | 1         | [ 4 ]    |          |
| 2010      | 1    | Scottish Women's Premier League | 1         | [ 5 ]    |          |
| 2011      | 1    | Scottish Women's Premier League | 1         | [ 6 ]    |          |
| 2012      | 1    | Scottish Women's Premier League | 1         | [ 7 ]    |          |
| 2013      | 1    | Scottish Women's Premier League | 1         | [ 8 ]    |          |
| 2014      | 1    | Scottish Women's Premier League | 1         | [ 9 ]    |          |
| 2015      | 1    | Scottish Women's Premier League | 1         | [ 10 ]   |          |
| 2016      | 1    | Scottish Women's Premier League | 1         | [ 11 ]   |          |
| 2017      | 1    | Scottish Women's Premier League | 1         | [ 12 ]   |          |
| 2018      | 1    | Scottish Women's Premier League | 1         | [ 13 ]   |          |
| 2019      | 1    | Scottish Women's Premier League | 1         | [ 14 ]   |          |
| 2020      | 1    | Scottish Women's Premier League | P.        | [ 15 ]   | pandemin |
| 2020–2021 | 1    | Scottish Women's Premier League | 1         | [ 16 ]   |          |
| 2021–2022 | 1    | Scottish Women's Premier League | 2         | [ 17 ]   |          |
| 2022–2023 | 1    | Scottish Women's Premier League | 1         | [ 18 ]   |          |
| 2023–2024 | 1    | Scottish Women's Premier League | 3         | [ 19 ]   |          |
| 2024–2025 | 1    | Scottish Women's Premier League | 2         | [ 20 ]   |          |